# Статистический критерий
Статистический критерий — математическое правило, в соответствии с которым принимается или отвергается та или иная статистическая гипотеза с заданным уровнем значимости. Построение критерия представляет собой выбор подходящей функции от результатов наблюдений (ряда эмпирически полученных значений признака), которая служит для выявления меры расхождения между эмпирическими значениями и гипотетическими.

## Определение
Пусть даны выборка {\displaystyle \mathbf {X} =(X_{1},\ldots ,X_{n})} из неизвестного совместного распределения {\displaystyle \mathbb {P} ^{\mathbf {X} }}, и семейство статистических гипотез {\displaystyle H_{0},H_{1},\ldots }. Тогда статистическим критерием называется функция, устанавливающая соответствие между наблюдаемыми величинами и возможными гипотезами:
{\displaystyle f:\mathbf {X} \to \{H_{0},H_{1},\ldots \}}.
Таким образом, каждой реализации выборки {\displaystyle \mathbf {x} =(x_{1},\ldots ,x_{n})} статистический критерий сопоставляет наиболее подходящую с точки зрения этого критерия гипотезу о распределении, породившем данную реализацию.

## Виды критериев
Статистические критерии подразделяются на следующие категории:
- Критерии значимости. Проверка на значимость предполагает проверку гипотезы о численных значениях известного закона распределения: {\displaystyle H_{0}:\quad a=a_{0}} — нулевая гипотеза. {\displaystyle H_{1}:\quad a>a_{0}\quad (a<a_{0})} или {\displaystyle a\neq a_{0}} — конкурирующая гипотеза.

- Критерии согласия. Проверка на согласие подразумевает проверку предположения о том, что исследуемая случайная величина подчиняется предполагаемому закону. Критерии согласия можно также воспринимать как критерии значимости. Критериями согласия являются:

1. Критерий Пирсона
2. Критерий Колмогорова
3. Критерий Андерсона — Дарлинга
4. Критерий Крамера — Мизеса — Смирнова
5. Критерий согласия Купера
6. Z-тест
7. Тест Харке — Бера
8. Критерий Шапиро — Уилка[англ.]
9. График нормальности[англ.] — не столько критерий, сколько графическая иллюстрация: точки специально построенного графика должны лежать почти на одной прямой.

- Критерии проверки на однородность. При проверке на однородность случайные величины исследуются на факт значимости различия их законов распределения (то есть проверки того, подчиняются ли эти величины одному и тому же закону). Используются в факторном анализе для определения наличия зависимостей.

Это разделение условно, и зачастую один и тот же критерий может быть использован в разных качествах.

### Непараметрические критерии
Группа статистических критериев, которые не включают в расчёт параметры вероятностного распределения и основаны на оперировании частотами или рангами.
- Q-критерий Розенбаума
- U-критерий Манна — Уитни
- Критерий Уилкоксона
- Критерий Пирсона
- Критерий Колмогорова — Смирнова
- Критерий Вальда-Вольфовица

### Параметрические критерии
Группа статистических критериев, которые включают в расчет параметры вероятностного распределения признака (средние и дисперсии).
- t-критерий Стьюдента
- Критерий Фишера
- Критерий отношения правдоподобия
- Критерий Романовского

## Пример статистического критерия
Пусть дана независимая выборка {\displaystyle \mathbf {X} =(X_{1},\ldots ,X_{n})^{\top }} из нормального распределения {\displaystyle {\mathcal {N}}(\mu ,1),\ i=1,\ldots ,n} (здесь {\displaystyle \mu } — неизвестный параметр). Пусть имеется две простые гипотезы:
{\displaystyle {\begin{matrix}H_{0}:&\mu =0,\\H_{1}:&\mu =1.\end{matrix}}}
Тогда можно определить следующий статистический критерий:
{\displaystyle f(x_{1},\ldots ,x_{n})=\left\{{\begin{matrix}H_{0},&{\bar {x}}\leq 0.5\\H_{1},&{\bar {x}}>0.5,\end{matrix}}\right.}
где {\displaystyle {\bar {x}}={\frac {1}{n}}\sum \limits _{i=1}^{n}x_{i}} — выборочное среднее.